# Государственная канцелярия интернет-информации КНР
Государственная канцелярия интернет-информации КНР (англ. Cyberspace Administration of China (CAC)) — центральный орган регулирования интернета, цензурный, надзорный и контролирующий орган Китайской Народной Республики. В состав CAC входит Государственное информационное бюро Интернета (SIIO) (кит. 国家互联网信息办公室) и служба Центральной комиссии по делам киберпространства (кит. 中央网络安全和信息化委员会办公室).
CAC является основным владельцем Китайского интернет-инвестиционного фонда, который владеет пакетами акций технологических компаний, таких как ByteDance, Weibo Corporation, SenseTime и Kuaishou.

## Структура
CAC участвует в разработке и реализации политики по различным вопросам, связанным с интернетом в Китае. Он находится под прямой юрисдикцией Руководящей группы ЦК КПК по информатизации и безопасности в Интернете, партийного учреждения, подчинённого Центральному комитету Коммунистической партии Китая. При этом, начальник CAC является заместителем председателя этой Руководящей группы. Начальником государственного и партийного учреждений является Чжуан Жунвэнь (庄荣文), который одновременно является заместителем заведующего Отделом пропаганды ЦК КПК и заместителем заведующего Пресс-канцелярии Госсовета КНР.
CAC включает в себя следующие отделы: Центр управления чрезвычайными ситуациями в области интернет-безопасности, Центр обслуживания агентства и Центр сообщений о незаконной и нездоровой информации.
Усилия CAC были связаны с более широким нажимом администрации Си Цзиньпина, которую Сяо Цян, глава China Digital Times, охарактеризовал как «жестокое нападение на гражданское общество». Это включало принудительные признания тележурналистов, военные парады, жёсткую цензуру СМИ и многое другое.

## Политика
В число сфер, регулируемых CAC, входят имена пользователей в китайском интернете, уместность замечаний, сделанных в интернете, VPN, контент веб-порталов и многое другое. CAC стояло за предупреждением, сделанным крупному веб-сервису Sina Weibo, которому угрожали закрытием, если он не «улучшит цензуру». CAC заявило, что Sina Weibo не смогла должным образом контролировать комментарии пользователей в интернете.
Согласно проекту закона о кибербезопасности, обнародованному 6 июля 2015 года, CAC работает с другими китайскими регулирующими органами над составлением каталога «ключевого сетевого оборудования» и «специализированных продуктов сетевой безопасности» для сертификации. CAC также участвует в проверке закупок сетевых продуктов или услуг по соображениям национальной безопасности. Данные, хранящиеся за пределами Китая китайскими компаниями, также должны пройти одобрение CAC.
Согласно государственному информационному агентству Синьхуа, CAC отвечало за выдачу «добровольного обязательства», которого должны были придерживаться основные интернет-порталы Китая в отношении комментариев, которые будут или не будут допущены к размещению на их веб-сайтах. Среди категорий запрещённых комментариев были те, которые «наносят ущерб национальной безопасности», «наносят ущерб чести или интересам нации», «наносят ущерб религиозной политике страны», «распространяют слухи, нарушают общественный порядок» и «намеренно используют комбинации символов во избежание цензуры».
В 2015 году CAC также отвечало за преследование пользователей Интернета и веб-сайтов, которые публиковали «слухи» о взрыве в портовом городе Тяньцзине. Такие слухи включали утверждения о том, что в результате взрыва погибло 1000 человек, или что в результате взрыва произошли грабежи или разногласия с руководством. В том же году CAC дебютировало с песней, которую Пол Мозур из «The New York Times» назвал «возвращением к революционным песням, прославляющим государство». Песня включала в себя строки: «Объединённая силой всех живых существ, Посвящённая превращению глобальной деревни в самую красивую сцену» и «Сила Интернета: скажите миру, что китайская мечта поднимает Китай».
На CAC была возложена ответственность за проверку безопасности устройств, произведённых в зарубежных странах.
В мае 2020 года CAC объявило о кампании по «очистке» политического и религиозного контента в Интернете, который считается «незаконным».
В июле 2020 года CAC начало трёхмесячную цензуру на We-Media в Китае.
В декабре 2020 года CAC в попытке «очистить китайский интернет» удалило 105 приложений, которые были сочтены «незаконными», включая приложение TripAdvisor, из магазинов приложений Китая.
В 2021 году CAC запустило горячую линию для сообщений в интернете о комментариях против Коммунистической партии Китая.

## Критика
CAC обвиняется в содействии кибератакам на посетителей китайских веб-сайтов. Группа по борьбе с цензурой GreatFire.org предоставила данные и отчёты, показывающие атаки типа «человек посередине» на основные зарубежные веб-сервисы, включая iCloud, Yahoo, Microsoft и Google.
Компания «Gibson Research» объяснила некоторые атаки на GitHub операциями CAC. В ходе атаки реклама, размещённая на Baidu, смогла использовать компьютеры, посещающие из-за пределов Китая, перенаправляя их трафик для перегрузки серверов GitHub. «Фальсификация происходит где-то между моментом, когда трафик входит в Китай и когда он попадает на серверы Baidu», — отмечает Gibson. «Это согласуется с предыдущими злонамеренными действиями и указывает на прямое участие Управления киберпространства Китая (CAC)…»
Расследование 2020 года, проведённое ProPublica и The New York Times, показало, что CAC систематически устанавливало цензурные ограничения в китайских СМИ и социальных сетях, чтобы избежать упоминаний о вспышке COVID-19, упоминаний Ли Вэньляна и «активировало легионы фальшивых онлайн-комментаторов для наводнения социальных сетей отвлекающей болтовнёй».